# Palacio de Altamira (Madrid)
El palacio del Conde Altamira o, abreviadamente, palacio de Altamira, es un palacio barroco situado en el número 8 de la calle de la Flor Alta, junto a la Gran Vía, en Madrid, proyectado por el arquitecto Ventura Rodríguez en 1772. Es Monumento Histórico-Artístico Nacional desde 1977. Es, desde octubre de 2005, la sede madrileña del Istituto Europeo di Design. 

## Historia
Se trataba de una edificación de gran magnitud, ya que ocupaba toda una manzana, llegando hasta la Calle de San Bernardo (o Calle Ancha de San Bernardo como se la llamaba entonces para distinguirla de la Calle Angosta de San Bernardo -actual de la Aduana-), que era el eje en torno al cual se agrupaban las residencias aristocráticas de aquella época, hasta que en el siglo posterior fuera sustituido por la Castellana. Además de a las mencionadas San Bernardo y Flor Alta tenía fachada a las calles de Libreros y Marqués de Leganés. La construcción no se inició hasta 1788, pero en los festejos de la coronación de Carlos IV en septiembre del año siguiente, le fue mostrada a éste una representación de como quedaría el edificio una vez concluidas las obras, y ante la magnificencia de lo que contempló temió que pudiera llegar a hacer sombra a su propio palacio, situado además a una distancia no muy grande. Esto hizo que empezara a ponerle trabas, con el resultado de que, finalmente, del proyecto original tan sólo se construyera una de las crujías, con una superficie total de 1344 metros cuadrados (otras versiones afirman que las causas fueron simplemente de carácter financiero).[cita requerida]
El proyecto preveía una escalera monumental, dos patios, uno de ellos ajardinado con parterres de estilo francés, y una amplia capilla de planta oval, elementos todos ellos que no llegaron a construirse.
En 1887 el arquitecto Mariano Belmás dirigió unas obras que se acometieron para homogeneizar estéticamente el edificio, sobre todo una parte importante de la fachada que había quedado inacabada. Ya en el siglo XX su interior fue compartimentado para acoger un uso de oficinas, hasta que más adelante fue cerrado, permaneciendo así durante más de una década, sufriendo un grave deterioro. Finalmente, tras una compleja rehabilitación, dirigida por Gabriel Allende Gil de Biedma, alberga, desde octubre de 2005, la sede madrileña del Istituto Europeo di Design. 
Un insigne propietario de este palacio fue Vicente Pío Osorio de Moscoso y Ponce de León, grande de España, duque de Sessa y de Montemar, marqués de Astorga, de Leganés, de Ayamonte y de San Román, conde de Cabra y de Altamira, vizconde de Iznájar, etc. quien tenía en él su gran colección de pinturas, una de las primeras de España.
No hay más que leer su testamento, otorgado el 7 de agosto de 1861, donde aparecen reflejadas las obras de arte que poseía, en cuya cláusula octava deja a la reina Isabel II, prima carnal de la esposa de su hijo primogénito, José María Osorio de Moscoso y Carvajal, la infanta Luisa Teresa de Borbón y Borbón Dos Sicilias (hija del Infante Francisco de Paula de Borbón), varios cuadros de Goya (hoy en el Palacio Real de Madrid), de Federico Madrazo y otros varios. En dicho testamento se comprueba la gran colección que tenía de Goyas, Rubens, Velázquez, el napolitano Andrea Vaccaro o el retrato de Gonzalo Fernández de Córdoba, el Gran Capitán, propiedad de la Casa de Cabra.